# Вибухове доставлення руди

Вибухо́ве доста́влення руди́ (рос. взрывная доставка руды, англ. blasting ore transport; нім. Explosiverztransport, Erzversetzung durch Sprengung; Schießtran-sport des Erzes) — переміщення руди в межах виїмної дільниці шахти до приймального горизонту за рахунок енергії вибуху. Застосовують на похилих і пологих покладах потужністю 3-30 м, рідше 1,5-3 м. Вибухова доставка руди здійснюється на виїмних дільницях (камерах або панелях шириною 12-15 м, що розташовуються за падінням рудних тіл і відпрацьовуються знизу вгору). Вибухове доставлення руди виключає присутність людей в очисному просторі. Руду відбивають пошарово вибухами зарядів вибухової речовини у свердловинах. Виробнича потужність виїмної дільниці при вибуховому доставленні руди — 5—15 тис. т на місяць. Відстань ефективного вибухового доставлення руди — 25-80 м.